# Helmut Hauptmann
Helmut Hauptmann (Berlín, 12 de marzo de 1928) es un escritor alemán que desarrolló su labor principalmente en la República Democrática Alemana (RDA).

## Vida
Se crio en una familia obrera. En los últimos momentos de la Segunda Guerra Mundial sirvió como ayudante de artillería en Berlín y luego estuvo prisionero en Schleswig-Holstein. Después del bachillerato trabajó como funcionario en Gran Berlín. Desde principios de la década de 1950 vive como lector, escritor y periodista en Berlín.
Es autor de obras narrativas que recuerdan el optimismo ideológico de los primeros años de la RDA, así como de reportajes sobre sus experiencias en los viajes que realizó a países del Bloque del Este. Es uno de los autores que aparecen en la antología de Christa y Gerhard Wolf, Wir, unsere Zeit. Fue miembro desde 1956 de la Schriftstellerverbandes der DDR y desde 1972 del PEN Club Internacional de la RDA.

## Premios
- 1958 Medalla Erich Weinert
- 1960 Premio Heinrich Mann[3]
- 1964 Kunstpreis des FDGB[4]
- 1969 Heinrich-Heine-Preis des Ministeriums für Kultur der DDR
- 1988 Bandera del Trabajo

## Obra
- Das Geheimnis von Sosa (1950)
- Studiert wie Angelika und Hans Joachim! (1951)
- Schwarzes Meer und weiße Rosen (1956)
- Donaufahrt zu dritt (1957)
- Die Karriere des Hans Dietrich Borssdorf alias Jakow (1958)
- Der Unsichtbare mit dem roten Hut (1958)
- Sieben stellen die Uhr (1959)
- Hanna (1963)
- Das komplexe Abenteuer Schwedt (1964)
- Der Kreis der Familie (1964)
- Blauer Himmel, blaue Helme (1965)
- Ivi (1969)
- Warum ich nach Horka ging (1971)
- Das unteilbare Leben (1972)
- Standpunkt und Spielraum (1977)

## Edición
- DDR-Reportagen (1969)